# Luitprand
Luitprand, també anomenat Liutprand (vers 690 – Pavia?, gener del 744), fou un rei dels llombards i rei d'Itàlia del 712 al 744. Era fill d'Ansprand, al que succeí a la seva mort el 712, en circumstàncies que semblaven propicies a la constitució d'una nacionalitat italo-llombarda. Per això Luitprand va tractar, en primer lloc, de posar fi a les guerres civils que assolaven el regne, i va dictar, en diferents ocasions, una sèrie de mesures que poden considerar-se com la primera legislació que tingué aquell poble, encaminada a constituir un veritable estat en el sentit modern de la paraula.
El feudalisme rebé un cop de mort, però les seves diferències amb el papat exacerbada per les querelles dels iconoclastes, li impediren tirar endavant les seves reformes. Més encara, el papa Gregori II arribà a un trencament amb en Luitprand, el qual va enviar les seves tropes contra aquell i es va apoderar de l'Exarcat, de Venècia i d'altres ciutats, però en arribar enfront de Roma, el papa li va sortir a l'encontre i el va convèncer que no devia continuar amb la seva empresa: encara que, poc temps després el Papa es va aliar amb els ducs de Spoleto i de Benevent, per lo qual el rei, enfadat, va castigar els ducs (742), i anava altra volta a marxar sobre Roma, però al cap de poc mori Gregori, i el seu successor, Zacaries I, renuncià a l'aliança amb els ducs, amb el qual es feren més cordials les relacions entre l'església i Luitprand.

## Legislació
Des del seu primer any del seu regnat va intervenir en el cos legislatiu llombard, esmenant sis normes legals de l'Edicte de Rotari. Entre 713 i 735 foren promulgades 150 altres lleis, Rotari després va convertir-se en el legislador llombard més actiu. Va introduir reformes legals inspirades en el dret romà, i les noves lleis van ser contingudes en dotze volums. Va crear tribunals eficients (tribunals de justícia) i va modificar la tradició llombarda del wergild, o de les quantitats lliurades en concepte d'indemnització per lesions o homicidis, afegint a la sanció monetària també la confiscació de béns dels delinqüents (la meitat dels quals van anar als familiars de la víctima, l'altra meitat en les arques reials).
Les nombroses mesures encaminades a abordar tant la llei llombarda, fou el que ell considerava la seva funció principal: complir la voluntat divina. En les seves paraules, "les lleis que un cristià i un príncep catòlic decideix establir i avaluar sàviament no les ha concebut l'ànim, ni les ha ponderat la ment i no són obra de la mateixa previsió, sinó que deriven de la voluntat i la inspiració de Déu, perquè el cor del rei està en mans de Déu "(pròleg a Leges Liutprandi recollit a Leges Langobardorum).
El treball de redacció i promulgació de noves lleis van ser esdeveniments que van enfortir la unitat dels llombards, com va passar durant l'assemblea del poble, que es va celebrar cada any a Itàlia l'1 de març. Liutprand presentava les noves lleis, com a resultat d'un acord amb els ducs i camarlencs i es va mostrar al conjunt dels seus guerrers com l'home savi, guiat per Déu, en un regne d'equilibri i cohesió.
L'objectiu general del legislatiu va ser garantir la seguretat jurídica, per reduir el risc de conflictes interns. Després va treballar en particular en les zones més sovint precursores d'oposicions: el dret de família, la compra i el robatori de bestiar, la validesa dels documents, el dret de retenció. Va encoratjar les activitats dels jutges per obtenir judicis ràpids i es va esforçar pels febles, però no es va limitar a declaracions de principis: va tutelar el risc de pèrdua de béns de menors d'edat i dones lliures, va defensar els deutors d'accions massa brutals dels creditors, va prohibir la venda lliure dels antics esclaus fora d'Itàlia, va defensar la integritat del matrimoni entre membres de les classes inferiors (aldii i esclaus).
Va tutelar l'Església Catòlica, que ara es reconeixia com la de la gran majoria dels llombards, entre altres coses, el reconeixement de la inviolabilitat de les esglésies, amb les monges sota la seva protecció directa i especial, la prohibició de certes pràctiques paganes i va introduir a la llei matrimonial requisits del dret canònic.
Per reforçar la protecció del domini reial, va emetre regulacions que impedien als eunucs i altres gestors dels béns públics l'alienació sense el seu consentiment exprés.

## Les campanyes militars

Dominis longobards després de les conquestes de Liutprand

Va assumir el poder després d'un període de guerra civil, en un primer moment va seguir una política de pau amb l'Imperi Romà d'Orient i Roma, el que va obligar el duc de Spoleto, Faroald II, a tornar al port romà d'Orient de Classis, prop de Ravenna (712-713). Encara l'any 715 semblava voler quedar-se a l'estela del tractat de pau signat amb Constantinoble l'any 680 per Perctarit i Cunipert: com un acte d'amistat i devoció al nou Papa, Gregori II, va tornar el patrimoni dels Alps Cotis, que havia estat confiscada de nou després de la mort d'Aripert II.
La debilitat de l'Imperi Romà d'Orient, devastat per les lluites internes que van seguir la fi de la dinastia d'Heracli (711), va afavorir la separació de les províncies italianes, sotmeses a una càrrega fiscal insostenible. La manca d'acció per part de Liutprand, li podia fer perdre el suport popular, sempre inclinat entre els llombards, a no deixar caure l'esperit guerrer que els havia caracteritzat. La facilitat mateixa del cop de mà pel qual es van apoderar de Classis havia mostrat com era la situació de favorable per una recuperació de l'expansió a costa dels dominis romans d'Orient a Itàlia. Després, el 717, va utilitzar l'atac de l'imperi àrab per atacar Ravenna i saquejar Classis. Alhora, i amb una acció concertada amb el ducat de Spoleto, va ocupar Narni mentre el ducat de Benevent es va apoderar de Cumes. Aquests cops de mà van donar lloc a la interrupció del contacte entre Roma i les altres possessions romanes d'Orient a Itàlia, però els resultats van ser de curta durada: Liutprand aviat es va retirar cap al nord, mentre que el duc romà d'Orient de Nàpols, Joan I, va recuperar Cumes.
Després (726) Liutprand va aprofitar el descontentament causat per la política iconoclasta de l'emperador romà d'Orient Lleó III per embarcar-se en una nova campanya. Constantinoble havia augmentat la càrrega fiscal fins i tot envers el papat, que volia posar sota el màxim control. El papa Gregori II es va posar al capdavant de les revoltes contra l'Imperi Romà d'Orient, que van esclatar en una gran part de l'Exarcat de Ravenna entre el 727 i 728, i en aquest temps es van sotmetre diferents llocs de l'Emília (Frignano, Monteveglio, Busseto, Persiceto) a Liutprand, i finalment la molt més important ciutat d'Osimo, a la Pentàpolis. Liutprand, presentant-se com defensor del papat i destacant la seva devoció catòlica, va travessar el riu Po i van ocupar la regió sud de Ravenna, incloent Bolonya.
La Itàlia central havia enfortit per la seva banda el vincle entre el papat i els ducats de Spoleto i Benevent, que buscaven en el Papa un suport per les seves ambicions d'independència de Pavia. El 729, en un canvi d'aliances, Liutprand va arribar a un acord amb l'exarca, Eutiqui de Ravenna, acord des de perspectiva del rei per lluitar contra els ducs separatistes, i des de la de l'exarca, contra el Papa «rebel» a Constantinoble. Liutprand va marxar cap a Spoleto i va obtenir la submissió dels ducs de Spoleto, Transamund II, i de Benevent, Romoald II, que li va jurar lleialtat i van oferir ostatges com a garantia. Després se'n va anar a les muralles de Roma, amb la finalitat de fer front des d'una posició de força al papa. Va trobar a Gregori II, al que va declarar la seva devoció, i se'n va anar a resar davant la tomba de sant Pere. Després va orquestrar la reconciliació entre el Papa i l'exarca, establint així un domini sense precedents en la història del regne llombard, no només el poder exercit realment sobre tots els ducats, sinó també com a àrbitre de les poques zones romanes d'Orient que restaven a Itàlia (l'Exarcat de Ravenna i Roma), que havien caigut en un estat de confusió.
Al voltant de 732, mentre que Liutprand estava a Benevent per reafirmar l'autoritat del govern central sobre el ducat rebel, el seu nebot Hildeprand i el duc de Vicenza, Peredeu, van aconseguir conquistar Ravenna mateixa. La conquesta, que semblava anunciar la unificació d'Itàlia sota la corona llombarda, va ser de curta durada de moment: després d'un curt període la flota de Venècia, cridada en ajuda del nou papa Gregori III, va retornar la capital de l'Exarcat a les autoritats romanes d'Orient. Paredeu va morir a la lluita i Hildeprand va caure presoner, donant impuls als romans d'Orient; el dux romà d'Orient de Perusa, Agató, va intentar la reconquesta de Bolonya, però va ser durament derrotat per l'exèrcit llombard (Liutprand encara estava a Benevent).
Amb el nomenament del papa Zacaries I Liutprand va anar a buscar l'aprovació papal: els dos es van trobar, el 743, a Terni, on el rei llombard va fer abandó de la possessió d'algunes ciutats d'Umbria ocupades l'any 742, quan es va annexar els ducats de Spoleto i Benevent, donant al ducat romà les ciutats de Narni, Blera, Orte, Bomarzo i Terni. Per segona vegada, el Papa passava a ser el representant suprem dels antics territoris romans d'Orient al Laci: «Veniens itaque ad civitatem Interamnis, ubi tunc dictus rex cum suis exercitibus erat, cum rex audiret eius adventum, omnes duces exercituum suorum maiores usque ad octo miliaria misit obviam illi. Sed et ipse rex usque ad medium miliare processit obvia Zachariae summo pontifice, illumque cum gaudio magno et summa reverentia intra civitatem suscepit. Cumque in ecclesia beati valentini ambo consedissent.....huius autem sanctis persuasionibus compunctus rex langobardus, ad mandatum pontificis civitates, quas Romanis abstulerat, restituit. » ("Mentrestant, anava [el Papa Zacaries] a la ciutat d'Interamna, on el rei ja havia arribat amb tot el seu exèrcit, i quan havia sabut de la seva arribada, va enviar a tots els seus comandants del major grau fins al de vuitena milla per acollir-lo. El rei va anar a trobar al Gran pontífex Zacaries i el va acompanyar a la ciutat amb gran alegria i respecte. Després que tots dos asseguts a l'església del Beat Valentino ..... impressionat per les santes paraules de persuasió que ell [el Papa Zacaries] va dir al rei llombard, aquest va tornar al papa les ciutats que havia pres als romans ", Pauli Continuationes, III, 9-18,)
Després va envair l'Exarcat, Cesena fou ocupada i Ravenna assetjada. No obstant això Zacaries va intervenir com a mediador i, apel·lant a la religiositat del rei Liutprand el va induir a mantenir l'statu quo.

## L'oposició interna
Malgrat el gran nombre de seguidors que van gaudir entre el seu poble, Liutprand va ser objecte de diversos atacs personals. Al principi del seu regnat miraculosament va escapar a un intent d'assassinat planejat pel seu parent Rotari.
L'any 732, després de la mort del duc de Benevent Romoald II (casat amb una neboda de Liutprand, amb qui va tenir un fill, Gisulf, encara menor d'edat), va haver d'enfrontar l'oposició de la facció autonomista, liderada pel gastald Audelais o Adelais que es va apoderar del tron. Liutprand va deposar l'usurpador (733) i va instal·lar com a duc, a l'espera de la majoria d'edat de Gisulf, un altre nebot (Gregori, ex duc de Chiusi), de manera que el ducat va quedar sota el seu control total.
Altres amenaces per la seva obra de consolidació del poder central van provenir del poderós duc de Friül, Pemmó. Al final dels anys trenta es va aprofitar d'un conflicte que va enfrontar el duc amb el Patriarca d'Aquileia, Calixte (Callisto), per deposar Pemmó i reemplaçar-lo pel fidelis Ratquis, nebot del rei (737).
El 739, una altra rebel·lió del duc de Spoleto, Transamund II, va comprometre la pau; Liutprand va marxar cap a Spoleto i va instal·lar com duc a un dels seus fidels, Hilderic mentre Transamund buscava refugi a Roma, amb el papa Gregori III. El Papa no el va voler entregar al rei, que va posar setge a Roma, va saquejar els seus suburbis i va fer afaitar-se i vestir-se als nobles romans a l'estil longobard, un senyal clar del seu desig de convertir-los en els seus súbdits. Abans de tornar a Itàlia a l'agost, va ocupar les places fortes d'Amelia, Orte, Bomarzo i Blera. El Papa va demanar ajuda al majordom de palau franc, Carles Martell, i va prendre la iniciativa quan Liutprand es va allunyar de Roma: Transamund va ser encarregat d'un exèrcit, que al desembre va tornar a ocupar Spoleto i va eliminar a Hilderic. Alhora, el fidel Gregori va morir a Benevent i el partit autonomista, recolzat pel papa, va elegir en el seu lloc a Godescalc (740).
Liutprand no va acceptar aquesta reducció de la seva obra unificadora i va tornar a atacar Ravenna, devastant l'Exarcat i el ducat romà. El 741, quan s'estava preparant per un nou atac contra Roma, el Papa Gregori III va morir i el seu successor, Zacaries I, va abandonar a Transamund a canvi de la devolució de les quatre fortaleses. El 742 Liutprand va marxar cap al sud i es va enfrontar a l'exèrcit romà d'Orient i el de Spoleto en una batalla entre Fano i Fossombrone. En el xoc es va distingir el duc de Friül, Ratquis i el seu germà Astolf o Aistulf. Liutprand va arribar a Spoleto, va empresonar i tancar en un convent a Transamund i el va reemplaçar amb el seu propi nebot Agilprand, ex duc de Chiusi. Llavors va caure sobre Benevent on Godescalc va ser assassinat mentre tractava d'escapar i el tron ducal finalment va ser per Gisulf II, ara ja un adult.

## Política religiosa i la donació de Sutri
Es deia a si mateix rei catòlic del poble catòlic dels llombards i treballava per l'enfortiment de l'Església. Amb les mesures legislatives va afavorir la consolidació de les estructures eclesiàstiques. Va establir la diòcesi de Ceneda transferida des d'Oderzo i es va proposar com a mediador en els conflictes que oposaven, a la Toscana, a Siena amb Lucca i a Arezzo amb Pistoia.
Va ser el primer rei llombard a tenir una capella de palau, on es feia cada dia un servei diví. Va fundar esglésies i monestirs com la de Sant Pietro in Ciel d'Oro, a Pavia i va donar suport a la de Monte Bardone. La religió catòlica es va convertir en un nou element de cohesió del regne, sent ara la fe comuna tant dels governants dels subjectes italoromans com llombards.
En 728, com a part de la seva campanya expansionista contra els dominis romans d'Orient, van ocupar les fortificacions de Sutri, a la part nord del ducat romà. Després de cinc mesos, i després de la insistència urgent del Papa Gregori II va donar el poble i alguns castells "als apòstols Pere i Pau". Va ser el primer nucli del poder territorial de l'Església Catòlica, sent conegut en la història com la Donació de Sutri.

## Política exterior
Després de la mort del rei llombard Perctarit s'havia dedicat poca atenció a les relacions amb altres regnes europeus. Liutprand, per contra, fins i tot abans de pujar al tron, havia adquirit una àmplia experiència tant en el ducat de Baviera com al regne franc. Quan va pujar al tron, va intervenir - cas únic entre els sobirans llombards - diverses vegades en els assumptes de les polítiques europees, amb especial atenció a mantenir l'equilibri de la pau - però ell ho veia com el protagonista - amb els pobles veïns (els francs i els àvars).
El 717 va intervenir en els conflictes interns de Baviera, en suport al seu cunyat Hugobert de Baviera, germà de la seva esposa Guntruda, ocupant algunes fortificacions a la zona fronterera de Merano.
Amb el regne dels francs, nominalment governat pels merovingis, però en realitat pels majordoms de palau carolingis, les relacions van ser inicialment tenses, a causa de la tradicional hostilitat entre ells i els bavaresos, aliats de Liutprand. La situació va canviar quan Carles Martell, l'any 725, al seu torn va intervenir en els conflictes interns de Baviera i es va casar amb una neboda de Guntruda. Entre el majordom de palau franc i Liutprand va prendre forma un estret vincle que es va reforçar, al voltant de 730, per una aliança formal (amicitia).
El vincle es va enfortir l'any 737 quan Carles Martell, el governant de facto dels francs, va enviar a Pavia al seu fill Pipí per ser adoptat per Liutprand. El rei el va rebre amablement, el va adoptar i el va fer afaitar a la manera dels longobards i el va enviar de tornada al seu pare amb valuosos regals. L'episodi representa un pas crític en la història dels francs, perquè a través de l'adopció de Pipí aquest va esdevenir fill de rei i, per tant, amb dret, en vista del temps, per prendre formalment el tron a costa de la dinastia merovíngia (cosa que va fer el 751).
El 738 Liutprand de nou va fer costat a Carles Martell, ocupat en aquell moment, al nord contra els saxons, però no va poder fer front a l'atac contemporani dels àrabs pel sud, que havien envaït el territori d'Arle. Liutprand va mobilitzar al seu exèrcit, va entrar a la Provença i va començar a foragitar als invasors. La victòria sobre l'"infidel" també va enfortir la seva fama com un defensor de la cristiandat, que ja va posar en relleu quan, uns anys abans, havia rescatat a Sardenya (sempre amenaçada pels àrabs) les que se suposava que eren les relíquies de Sant Agustí d'Hippona.
Els avantatges d'una aliança amb els carolingis van anar en augment, i es van veure immediatament el 739: durant les accions de Liutprand per afirmar el seu poder, fins i tot al centre d'Itàlia, l'exèrcit llombard va saquejar diverses fortaleses del ducat romà. El Papa Gregori III va invocar l'ajuda de Carles Martel i li va oferir la sobirania de l'Imperi Romà d'Orient a Itàlia, que va ser declarada vacant. Però el majordom de palau franc no va contestar a la petició.

## Núpcies i descendents
El 715, Luitprand, havia contret matrimoni amb Guntruda, filla del rei Teodebert de Baviera però no va tenir fills. A la seva mort el gener del 744 el va succeir el seu nebot Hildeprand. El seu cos es conserva amb el del seu pare Ansprand, a la basílica de San Pietro in Ciel d'Oro, a Pavia.